# Цериопс
Цериопс (лат. Ceriops) — род растений семейства Ризофоровые (Rhizophoraceae). Одно из основных мангровых растений.
Включает в себя три вида, Ceriops australis, Ceriops decandra и Ceriops tagal

## Этимология
Название «цериопс» происходит от греческого Ceras-opsis, что значит рогоподобный, что связано с внешним видом торчащих из плодов проростков

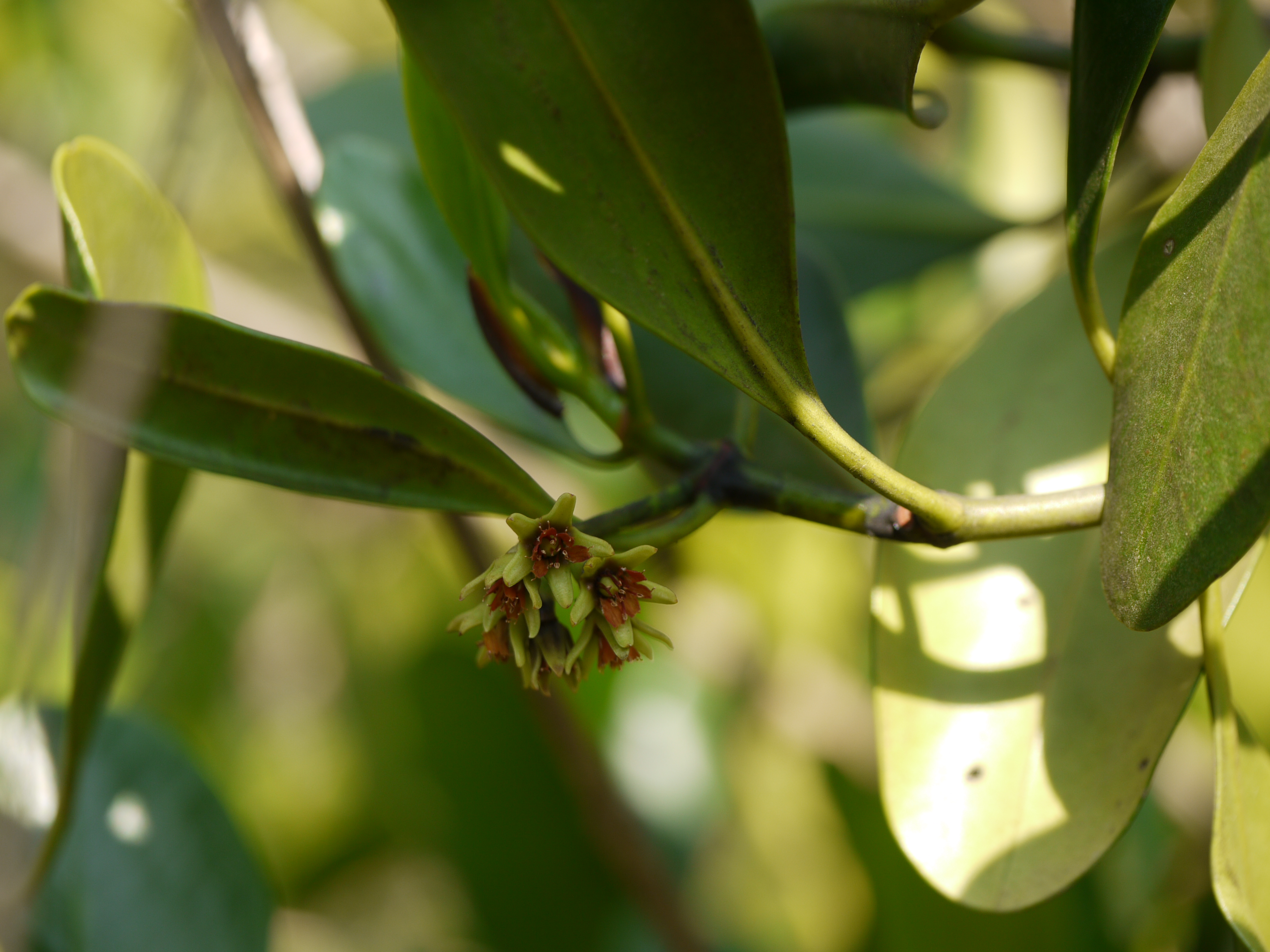
Соцветие

## Описание
Обычно невысокие или средних размеров кустарники или деревья, при благоприятных условиях дерево может вырастать до 25—40 м в высоту и иметь диаметр ствола 35 см. У основания ствол может быть подпёрт короткими досковидными корнями. Листья овальные или слегка яйцевидные, жёлто-зелёные, края ровные или слегка выемчатые. Прилистники ланцетные. Листья собраны на концах побегов. Жилки плохо заметны на обеих поверхностях. Цветки протандричны, собраны в соцветия по 2 и более штук. Отличаются от цветков остальных мангровых ризофоровых чашечкой из пяти-шести чашелистиков и таким же количеством белых лепестков, каждый из которых оборачивает две тычинки. Завязь полунижняя, трехгнёздная, в каждом гнезде 2 семязачатка. Столбик короткий. Плод, в отличие от прочих мангровых ризофоровых, костянка, в которой проросток развивается и протыкает стенку плода до опадения.

### Опыление
Опыляются преимущественно насекомыми, Ceriops tagal ночными мотыльками, Ceriops decandra — мелкими насекомыми с коротким хоботком в дневное время Пыльники открываются до распускания цветка, тем не менее самоопыления не происходит, потому что рыльце созревает только на следующий день.

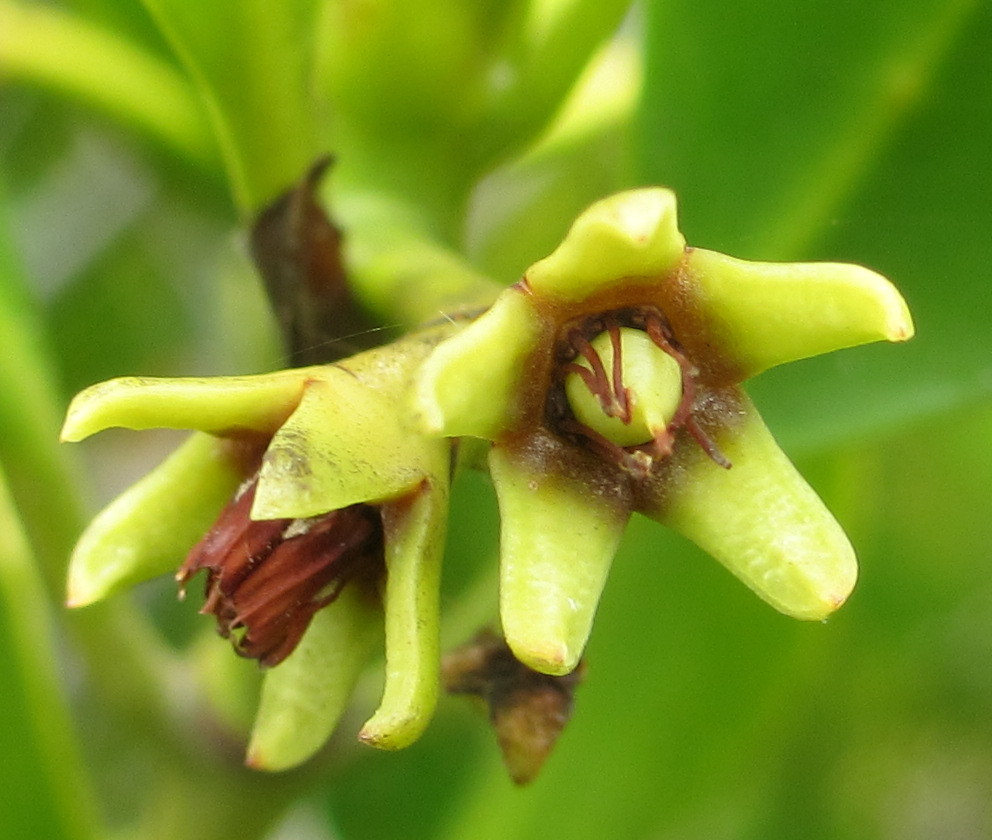
Соцветие из двух цветков

У видов Ceriops tagal и Ceriops australis опыление происходит при помощи своеобразного механизма выстреливания пыльников. Непосредственно после раскрывания нити тычинок пружинообразно скручены и зажаты лепестками. Малейшее прикосновение вызывает мгновенное разворачивание лепестков, при этом тычиночные нити распрямляются, пыльники вскрываются и выстреливают облачко пыльцы. После скорого опадания лепестков и пустых пыльников становиться активным рыльце, выделяющее капельку нектара.

## Места произрастания
Произрастает в средней и задней, более высокой, зоне мангровых лесов. Ceriops decandra при достаточном поступлении пресной воды может переносить достаточно высокое затопление морем. Ceriops tagal более обычен в задней части мангров, может расти в местах, досягаемых только для случайных приливов. Встречается в большинстве мангровых сообществ в бассейнах Индийского и западной части Тихого океанов.

## Таксономическая схема
|  |                  |  |                   |                                      |                          |  | ещё 58 порядков цветковых растений (APG III, 2009) | ещё 58 порядков цветковых растений (APG III, 2009) |                                 |  |                                                         |  | ещё 17 родов, в том числе мангровые Бругиера, Канделия, Ризофора | ещё 17 родов, в том числе мангровые Бругиера, Канделия, Ризофора |  |
|  |                  |  |                   |                                      |                          |  | ещё 58 порядков цветковых растений (APG III, 2009) | ещё 58 порядков цветковых растений (APG III, 2009) |                                 |  |                                                         |  | ещё 17 родов, в том числе мангровые Бругиера, Канделия, Ризофора | ещё 17 родов, в том числе мангровые Бругиера, Канделия, Ризофора |  |
|  |                  |  |                   | отдел Цветковые, или Покрытосеменные |                          |  |                                                    |                                                    | семейство Ризофоровые           |  |                                                         |  |                                                                  |                                                                  |  |
|  |                  |  |                   | отдел Цветковые, или Покрытосеменные |                          |  |                                                    |                                                    | семейство Ризофоровые           |  | 3 вида Ceriops australis Ceriops decandra Ceriops tagal |  |                                                                  |                                                                  |  |
|  | царство Растения |  |                   |                                      | порядок Мальпигиецветные |  |                                                    |                                                    | род Цериопс                     |  |                                                         |  |                                                                  |                                                                  |  |
|  | царство Растения |  |                   |                                      |                          |  |                                                    |                                                    |                                 |  |                                                         |  |                                                                  |                                                                  |  |
|  |                  |  | ещё 13—16 отделов | ещё 13—16 отделов                    |                          |  |                                                    | ещё 35 семейств (APG III, 2009)                    | ещё 35 семейств (APG III, 2009) |  |                                                         |  |                                                                  |                                                                  |  |
|  |                  |  |                   | ещё 13—16 отделов                    |                          |  |                                                    |                                                    | ещё 35 семейств (APG III, 2009) |  |                                                         |  |                                                                  |                                                                  |  |